# STS-63
STS-63 est la vingtième mission de la navette spatiale Discovery et la deuxième mission du programme américano-russe (Shuttle-Mir), qui a effectué le premier rendez-vous de la navette spatiale américaine avec la station spatiale russe Mir.
Vingt ans après le vol Apollo-Soyouz, ce vol marque le début de la véritable collaboration russo-américaine et la première femme à avoir piloté la navette spatiale américaine.

## Équipage
- Commandant : James Donald Wetherbee (3)  États-Unis
- Pilote : Eileen M. Collins (1)  États-Unis
- Spécialiste de mission : Michael Foale (3)  États-Unis
- Spécialiste de mission : Bernard A. Harris Jr. (2)  États-Unis
- Spécialiste de mission : Janice E. Voss (2)  États-Unis
- Spécialiste de mission : Vladimir Titov (4)  Russie de la RSA

Entre parenthèses le nombre de vols spatiaux par astronaute (y compris la mission STS-63)

## Paramètres de mission
- Masse :
  - Poids total : ? kg
  - Charge utile : 8 641 kg
- Périgée : 275 km
- Apogée : 342 km
- Inclinaison : 51,6°
- Période orbitale : 92,3 min
- Distance d'approche minimum avec MIR : 11 m le 6 février 1995 - 19 h 23 min 20 s UTC

### Sorties extravéhiculaires
- Foale  et   Harris  - EVA 1
- EVA 1 début : 9 février 1995 - 11h56 UTC
- EVA 1 fin : 9 février 1995 - 16h35 UTC
- Durée : 4 heures 39 minutes

## Objectifs
La mission STS-63 fut le 1er rendez-vous d'une navette spatiale avec la station Mir mais sans amarrage et avec la présence d'un astronaute russe à bord.